# I Am D.S.G.B.
I Am D.S.G.B. – Drugi studyjny album Pastora Troya wydany w 2000 roku. Utwór "Champion" to typowy crunkowy utwór, czyli coś w czym P.T. jest dobry. Nie zabrakło też utworów mówiących o problemach w społeczeństwie, sytuacji na ulicy, czy narkotykach jak np. "Move To Mars" czy "Oh Father".

## Lista utworów
1. "Shoutouts, We Ready" – 3:20
2. "Champion" – 4:00
3. "My N*ggaz Is The Grind" – 4:00
4. "Then I Got Change" – 3:02
5. "Skit" – 0:34
6. "Frame Me" – 5:20
7. "Mind On My Money" – 4:05
8. "Talk" – 0:38
9. "Brang Ya Army" – 5:25
10. "Pastor Troy 4 President" – 4:20
11. "Move To Mars" – 5:55
12. "Throw Yo' Flags Up" – 6:04
13. "Prayer" – 0:20
14. "Oh Father" – 5:47